# 格伦·麦克利
格伦·麦克利（英語：Glenn McLeay，1968年8月14日—），新西兰男子自行车运动员。他曾代表新西兰参加1990年和1994年英联邦运动会自行车比赛，获得一枚金牌和一枚银牌。